# Joshua Angrist
Joshua Angrist (Columbus, Ohio, 1960. szeptember 18. –) egyesült államokbeli közgazdász, a Massachusetts Institute of Technology professzora. Területe a munkagazdaságtan és az ökonometria,  azon belül pedig az úgynevezett instrumentális változók módszere. RePEc IDEAS 2021. augusztusi rangsora szerint a 43. legjelentősebb kutató közgazdász. 2021-ben neki ítélték a közgazdasági Nobel-díjat.

## Életpályája
Alapszakos diplomáját 1982-ben szerezte az ohiói Oberlin College-en. 1982 és 1985 között Izraelben élt, majd visszatérve az Egyesült Államokba 1989-ben szerzett doktori fokozatot a Princetoni Egyetemen. 1989-től 1991-ig adjunktus volt a Harvard Egyetemen. 1991 után az izraeli Héber Egyetemen tanított. 1995 óta dolgozik a Massachusetts Institute of Technologyn.

## Munkássága
Tanulmányai közül az egyik legismertebb a doktori disszertációjának része, a katonai szolgálat jövedelemre gyakorolt hatását vizsgálja vietnami veteránokon. Azt találja, hogy a hadi szolgálat jelentősen visszaveti a későbbi jövedelemtermelő-képességet.
A nevéhez fűződik a Mostly Harmless Econometrics című könyv is, amit Jörn-Steffen Pischkével együtt írt. A könyv célközönsége az empirikus munkát végző közgazdászok.